# Shūgiin-Wahl 2009
- KPJ: 9
- SDP: 7
- DPJ: 308
- Nippon: 1
- Unabh.: 11
- NVP: 3
- Daichi: 1
- Kōmeitō: 21
- LDP: 119

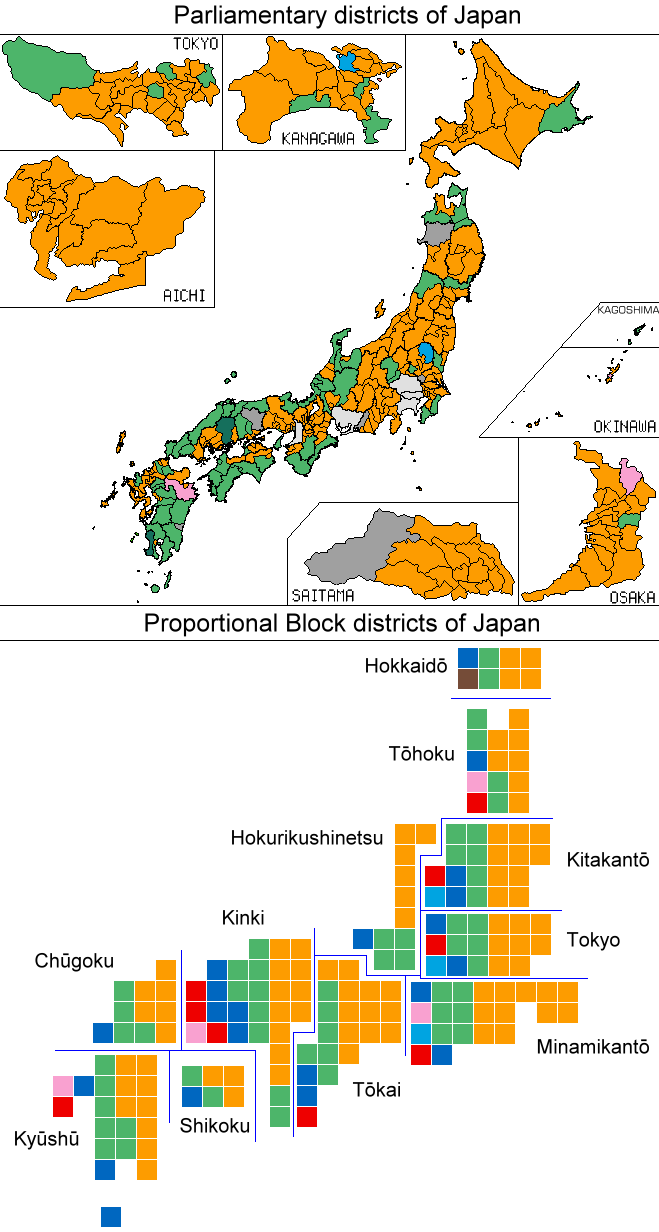
Gewonnene Wahlkreise
Liberaldemokratische Partei
Kōmeitō
Demokratische Partei
Sozialdemokratische Partei
Neue Volkspartei
Neue Partei Japan
Kommunistische Partei Japans
Minna no Tō
Unabhängige

Die Shūgiin-Wahl 2009 war die 45. Wahl zum Shūgiin, dem japanischen Unterhaus. Sie fand am 30. August 2009 statt. Premierminister Tarō Asō hatte dazu das Shūgiin am 21. Juli 2009 aufgelöst.
Zur Wahl standen die unverändert 480 Sitze des Shūgiin; 300 wurden durch einfaches Mehrheitswahlrecht in Einmandatswahlkreisen besetzt, die übrigen 180 Abgeordneten wurden über Verhältniswahllisten in regionalen Blöcken gewählt. Da das Shūgiin bei der Wahl des Premierministers den Ausschlag gibt, hing ein möglicher Wechsel der Regierung vom Wahlausgang ab. Die Regierungskoalition aus Liberaldemokratischer Partei (LDP) und Kōmeitō hielt seit der vorherigen Shūgiin-Wahl 2005 eine Zweidrittelmehrheit der Sitze.
Am gleichen Tag fanden unter anderem die Gouverneurswahl in Ibaraki und die Bürgermeisterwahl in Yokohama, der größten Gemeinde Japans, statt. Außerdem wurden neun Richter des Obersten Gerichtshofes bestätigt.

## Vorgeschichte und Bestimmung des Wahltermins

Zustimmungsrate und Ablehnungsrate des japanischen Kabinetts seit 2004 nach monatlichen Umfragen der NHK. Die rote Linie markiert die letzte Shūgiin-Wahl 2005.

Die Wahl fand nach den Rücktritten der LDP-Vorsitzenden und Premierminister Shinzō Abe 2007 und Yasuo Fukuda 2008 statt, die dem bei der letzten Shūgiin-Wahl 2005 noch amtierenden Jun’ichirō Koizumi gefolgt waren. Nachfolger Tarō Asō musste bereits nach drei Monaten einen Einbruch seiner Zustimmungsraten in Umfragen auf unter 30 Prozent hinnehmen, während er frühe Neuwahlen mit Verweis auf die Notwendigkeit einer handlungsfähigen Regierung zur Bekämpfung der wirtschaftlichen Rezession mehrfach ausschloss.
2009 musste auch die Opposition einen Führungswechsel verarbeiten: Der bisherige Parteivorsitzende der Demokratischen Partei, Ichirō Ozawa, trat im Mai 2009 nach einem mehrere Monate schwelenden Spendenskandal zurück. Yukio Hatoyama wurde von den demokratischen Abgeordneten beider Parlamentskammern zum Nachfolger gewählt und wird als Oppositionsführer Asōs Herausforderer.
Die Diskussion über den Zeitpunkt möglicher Neuwahlen hatte zu Verstimmungen in der Regierungskoalition geführt. Die Kōmeitō, die stark von der Unterstützung durch die Mitglieder der buddhistischen Sōka Gakkai abhängt, wollte vermeiden, dass die Shūgiin-Wahl mit den Wahlen zum Parlament der Präfektur Tokio am 12. Juli 2009 zusammenfällt. Tokio gilt als Hochburg der Kōmeito, und die Partei befürchtete wegen ihrer Regierungsbeteiligung auf nationaler Ebene eine Beeinträchtigung ihres Wahlergebnisses, wenn die Wahlen gleichzeitig oder in enger Abfolge durchgeführt werden. Die Kōmeitō hatte bei der Wahl zum Sangiin, dem Oberhaus, im Juli 2007 ebenso wie die LDP Sitzverluste hinnehmen müssen.
Nach parteiinternen Rücktrittsforderungen und der Niederlage der LDP bei der Präfekturparlamentswahl in Tokio am 12. Juli 2009 kündigte Asō den Wahltermin an. Ein letzter Versuch von LDP-Abgeordneten um Ex-Generalsekretär Hidenao Nakagawa aus der Machimura-Faktion, der größten Faktion der LDP, Asō noch vor der Auflösung des Shūgiin zu stürzen, scheiterte.

## Parteien und Kandidaten

Zustimmungsraten der politischen Parteien seit 2005 (Umfragen der NHK):
LDP
DPJ
Kōmeitō
KPJ
SDP
sonst.
keine Partei/Ablehnung

Die vor der Wahl im Parlament vertretenen Parteien wurden von folgenden Spitzenkandidaten angeführt.
- Für die Regierungskoalition:
  - Tarō Asō für die Liberaldemokratische Partei (LDP), seit September 2008 Parteivorsitzender und Premierminister
  - Akihiro Ōta für die Kōmeitō, Parteivorsitzender
  - Hideo Watanabe für den 2008 gegründeten Kaikaku Club („Reformklub“, engl. Japan Renaissance Party), Parteivorsitzender; die Partei stützt die Regierung im Parlament ohne formale Einbindung in die Koalition oder Kabinettsposten.
- Für die Opposition:
  - Yukio Hatoyama für die Demokratische Partei (DPJ), Parteivorsitzender
  - Kazuo Shii für die Kommunistische Partei Japans (KPJ), Vorsitzender des ZK
  - Mizuho Fukushima für die Sozialdemokratische Partei (SDP), Parteivorsitzende
  - Tamisuke Watanuki für die Neue Volkspartei, Parteivorsitzender
  - Yasuo Tanaka für die Neue Partei Japan, die derzeit nur im Sangiin vertreten ist.

Kleinere Parteien wie die Okinawa Shakai Taishūtō („Sozialistische Massenpartei Okinawa“), eine Regionalpartei in der Präfektur Okinawa von Keiko Itokazu, die Minna no Tō („Partei aller“) von Yoshimi Watanabe oder die Neue Partei Daichi von Muneo Suzuki hatten zum Zeitpunkt der Wahl nicht den rechtlichen Status von politischen Parteien (siehe Politische Parteien in Japan#Gesetzliche Regelungen). Sie traten nur mit einzelnen Kandidaten oder Regionallisten an. Die Religionsgemeinschaft Kōfuku no Kagaku hat im Mai 2009 die kōfuku-jitsugen-tō („Glücksrealisierungspartei“) gegründet, die Kandidaten in den meisten der 300 Wahlkreise und Listen in allen elf Verhältniswahlblöcken aufstellte.
Insgesamt traten 1374 Kandidaten an, davon 1139 Wahlkreiskandidaten: 289 der LDP, 271 der DPJ, 8 der Kōmeitō, 152 der KPJ, 31 der SDP, 9 der Neuen Volkspartei, 14 der Minna no Tō, 1 des Kaikaku Club, 2 der Neuen Partei Japan, 288 der Kōfuku-jitsugen-tō und 74 Unabhängige und Sonstige. Insgesamt 653 Wahlkreiskandidaten traten gleichzeitig über eine Verhältniswahlliste an.

## Wahlkampf
Der offizielle Wahlkampfbeginn war am 18. August 2009.
Ende Juli stellten die großen Parteien ihre Wahlprogramme (manifesuto) vor. Zu den Forderungen der Demokratischen Partei gehörten die Einführung eines Kindergelds in Höhe von 26.000 Yen ab 2011, die Senkung der Kohlendioxidemissionen um 25 % gegenüber 1990 bis 2020, Abschaffung der Autobahnmaut, die Reduzierung des Einflusses der Ministerialbürokratie und ein Verbot des Amakudari. Außerdem verzichtete sie auf die früher erhobene Forderung nach sofortiger Beendigung des Betankungseinsatzes der Meeresselbstverteidigungsstreitkräfte im Indischen Ozean (Operation Enduring Freedom) und wollte den Einsatz stattdessen auslaufen lassen. Die Liberaldemokratische Partei, die ihr Manifesto einige Tage später vorstellte, warf den Demokraten vor, ihre Forderungen seien nicht finanzierbar. Die Liberaldemokratische Partei versprach unter anderem ein jährliches Wirtschaftswachstum von zwei Prozent, eine Neuordnung des Steuersystems mit Anhebung der Mehrwertsteuer, die Abschaffung der Präfekturen zu Gunsten eines Systems von Regionen (dō-shū-sei) innerhalb von acht bis zehn Jahren, kostenlose Kindergärten und Vorschulen sowie eine Aufklärung des Skandals um verlorengegangene Rentenansprüche bis 2011. Die Treibhausgasemissionen sollten bis 2020 um 15 Prozent gegenüber 2005 gesenkt werden.

## Wahlbeteiligung und -ergebnis
Für die Shūgiin-Wahl hatte seit dem 19. August eine Rekordzahl von über 10 Millionen Wählern die Möglichkeit genutzt, ihre Stimme bereits vor dem Wahltag abzugeben.
Die Wahlbeteiligung betrug 69,28 % bei der Direktwahl und 69,27 % bei der Verhältniswahl. Sie war damit die höchste seit der Einführung des Grabenwahlsystems 1996.
| Partei | Partei                       | Wahlkreise     | Wahlkreise | Wahlkreise | Verhältniswahl | Verhältniswahl | Verhältniswahl | Sitze gesamt | Änderung         | Änderung                         |
| ------ | ---------------------------- | -------------- | ---------- | ---------- | -------------- | -------------- | -------------- | ------------ | ---------------- | -------------------------------- |
| Partei | Partei                       | Stimmen        | Anteil     | Sitze      | Stimmen        | Anteil         | Sitze          | Sitze gesamt | zur letzten Wahl | zur Zusammensetzung vor der Wahl |
|        | Liberaldemokratische Partei  | 27.301.982,074 | 38,6 %     | 64         | 18.810.217     | 26,7 %         | 55             | 119          | −177             | −181                             |
|        | Kōmeitō                      | 782.984,000    | 1,1 %      | 0          | 8.054.007      | 11,4 %         | 21             | 21           | −10              | −10                              |
|        | Kaikaku Club                 | 36.650,000     | 0,0 %      | 0          | 58.141         | 0,0 %          | 0              | 0            | (0)              | −1                               |
|        | Demokratische Partei         | 33.475.334,854 | 47,4 %     | 221        | 29.844.799     | 42,4 %         | 87             | 308          | +195             | +193                             |
|        | Kommunistische Partei Japans | 2.978.354,131  | 4,2 %      | 0          | 4.943.886      | 7,0 %          | 9              | 9            | 0                | 0                                |
|        | Sozialdemokratische Partei   | 1.376.739,000  | 1,9 %      | 3          | 3.006.160      | 4,2 %          | 4              | 7            | 0                | 0                                |
|        | Minna no Tō                  | 615.244,000    | 0,8 %      | 2          | 3.005.199      | 4,2 %          | 3              | 5            | (+5)             | +1                               |
|        | Neue Volkspartei             | 730.570,000    | 1,0 %      | 3          | 1.219.767      | 1,7 %          | 0              | 3            | −1               | −1                               |
|        | Neue Partei Japan            | 220.223,000    | 0,3 %      | 1          | 528.171        | 0,7 %          | 0              | 1            | 0                | +1                               |
|        | Neue Partei Daichi           | 1.077.543,003  | 1,5 %      | 0          | 433.122        | 0,6 %          | 1              | 1            | 0                | 0                                |
|        | Sonstige (*)                 | 1.077.543,003  | 1,5 %      | 0          | 466.786        | 0,6 %          | 0              | 0            | 0                | 0                                |
|        | Unabhängige                  | 1.986.055,873  | 2,8 %      | 6          | -              | -              | -              | 6            | −12              | 0                                |
| Summe  | Summe                        | 70.581.679,935 | 100 %      | 300        | 70.370.255     | 100 %          | 180            | 480          | 0                | +2 (Vakanzen)                    |

(*) kōfuku-jitsugen-tō („Glücksrealisierungspartei“), shintō honshitsu („Neue Partei ‚Das Wesentliche‘“), sekai keizai kyōdōtai-tō („Weltwirtschaftsgemeinschaftspartei“), shintō furīweikurabu („Neue Partei Freeway Club“), nihon-sumairu-tō („Japan-Smile-Partei“), rinkaitō („Wald- und Meer-Partei“)
Ganze Wahlkreisstimmen sind nicht notwendigerweise „ganze Wähler“. Zur Erklärung der Nachkommastellen, siehe Wahlen in Japan: „proportionale Bruchteilstimmen“.
54 der gewählten Abgeordneten waren Frauen.
Im Verhältniswahlblock Kinki wurden 2009 mehrere Sitze abweichend von der ursprünglichen D’Hondt-Verteilung nach Stimmenanteilen vergeben, da die Demokratische Partei zu wenig Kandidaten nominiert hatte (bzw. zu viele gleichzeitige Wahlkreiskandidaten ihre Wahlkreise gewannen) und mehrere Kandidaten anderer Parteien, die sowohl in einem Wahlkreis wie bei der Verhältniswahl antraten, disqualifiziert wurden, da sie in ihren Wahlkreisen nicht das nötige Quorum von einem Zehntel der Stimmen erreichten: Die Demokratische Partei erhielt zwei, die Minna no Tō einen Sitz weniger, als ihnen nach der Stimmenverteilung zugestanden hätten, die Kōmeitō erhielt dafür ein Mandat mehr, die Liberaldemokratische Partei gewann zwei. Im Block Tōkai verlor aus dem gleichen Grund die Minna no Tō ainen Sitz an die Demokratische Partei. Außerdem hatten die Demokraten damit keine potentiellen Nachrücker in Kinki; und nach dem Rücktritt Mitsue Kawakamis 2010 war dort ein Sitz bis zur nächsten Shūgiin-Wahl 2012 vakant – Verhältniswahlsitze können nicht durch Nachwahlen gefüllt werden.

### Regionale Übersicht
| Block              | Wahlkreise | Wahlkreise | Wahlkreise             | Verhältniswahlsitze | Verhältniswahlsitze | Verhältniswahlsitze | Verhältniswahlsitze | Verhältniswahlsitze | Verhältniswahlsitze |
| ------------------ | ---------- | ---------- | ---------------------- | ------------------- | ------------------- | ------------------- | ------------------- | ------------------- | ------------------- |
| Block              | DP         | LDP        | Sonstige               | DP                  | LDP                 | Kōmei               | KPJ                 | Sonstige            |                     |
| Hokkaidō           | 11         | 1          | 0                      | 4                   | 2                   | 1                   | 0                   | Daichi 1            |                     |
| Tōhoku             | 19         | 5          | Unabh. 1               | 7                   | 4                   | 1                   | 1                   | SDP 1               |                     |
| Nord-Kantō         | 25         | 4          | Minna 1, Unabh. 2      | 10                  | 6                   | 2                   | 1                   | Minna 1             |                     |
| Tokio              | 21         | 4          | 0                      | 8                   | 5                   | 2                   | 1                   | Minna 1             |                     |
| Süd-Kantō          | 28         | 5          | Minna 1                | 11                  | 6                   | 2                   | 1                   | SDP 1, Minna 1      |                     |
| Hokuriku-Shin’etsu | 14         | 6          | 0                      | 6                   | 4                   | 1                   | 0                   | 0                   |                     |
| Tōkai              | 29         | 3          | Unabh. 1               | (11→)12             | 6                   | 2                   | 1                   | Minna (1→)0         |                     |
| Kinki              | 41         | 5          | SDP 1, NVP 1           | (13→)11             | (7→)9               | (4→)5               | 3                   | SDP 1, Minna (1→)0  |                     |
| Chūgoku            | 8          | 10         | NVP 1, Unabh. 1        | 6                   | 4                   | 1                   | 0                   | 0                   |                     |
| Shikoku            | 5          | 8          | 0                      | 3                   | 2                   | 1                   | 0                   | 0                   |                     |
| Kyūshū             | 20         | 13         | SDP 2, NVP 2, Unabh. 1 | 9                   | 7                   | 3                   | 1                   | SDP 1               |                     |
| Summe              | 221        | 64         | 15                     | 87                  | 55                  | 21                  | 9                   | 8                   |                     |

## Auswirkungen
- KPJ: 9
- SDP: 7
- DPJ: 308
- Nippon: 1
- Kōmeitō: 21
- Unabhängige: 6
- NVP: 3
- Daichi: 1
- Minna: 5
- LDP: 119

Die LDP verlor nach der sehr erfolgreichen Wahl von 2005 mehr als die Hälfte ihrer Sitze und damit erstmals seit 1993 die Regierungsbeteiligung – anders als 1993 nicht durch den Austritt von Abgeordneten, sondern ausschließlich durch ein Wählervotum. Die Demokratische Partei verfügt über die größte Mandatsmehrheit einer einzelnen Partei im Shūgiin in der Nachkriegsgeschichte.
Der demokratische Parteivorsitzende Hatoyama wurde am 16. September 2009 in einer Sondersitzung beider Parlamentskammern zum Premierminister gewählt. Er führte Koalitionsverhandlungen mit den bisherigen DPJ-Verbündeten in der Opposition, der Sozialdemokratischen Partei und der Neuen Volkspartei. Zusammen verfügen die drei Parteien im Sangiin, dem Oberhaus, über eine knappe Mehrheit. Die Neue Volkspartei verlor die Sitze ihres Vorsitzenden Watanuki und von Generalsekretär Hisaoki Kamei und wurde bei den Koalitionsgesprächen von ihrem neuen Vorsitzenden Shizuka Kamei geführt. Die Verhandlungen wurden am 9. September mit der förmlichen Unterzeichnung des Koalitionsvertrages abgeschlossen. Sozialdemokraten und Neue Volkspartei sind im neuen Kabinett jeweils mit einem Ministerposten durch ihre Parteivorsitzenden vertreten.
Der LDP-Vorsitzende Asō und die drei wichtigsten Politiker im LDP-Parteivorstand (tō-san’yaku: Generalsekretär, Vorsitzender des Exekutivrates, Vorsitzender des politischen Forschungsrates) stellten noch am Wahlabend ihre Rücktritte in Aussicht. Das Kabinett Asō trat am 16. September noch vor der Wahl Hatoyamas zurück. Bei der Wahl des Premierministers gaben die LDP-Abgeordneten ihre Stimmen für den Vorsitzenden der Generalversammlung der LDP-Abgeordneten beider Kammern, Masatoshi Wakabayashi, ab; einige Abgeordnete hatten sich zuvor dagegen ausgesprochen, für den scheidenden Vorsitzenden Asō abzustimmen. Die Wahl des Parteivorsitzenden fand am 28. September statt, der Wahlkampf hatte am 18. September begonnen. Sadakazu Tanigaki setzte sich gegen seine jüngeren Mitbewerber Tarō Kōno und Yasutoshi Nishimura klar durch.
Der Vorsitzende der Kōmeitō, Akihiro Ōta, verlor seinen Sitz und trat zurück. Sein Nachfolger als Parteivorsitzender wurde Natsuo Yamaguchi.
Der Kaikaku Club verlor seinen einzigen Sitz; die vier Abgeordneten im Sangiin einigten sich nach der Wahl mit der LDP auf die Bildung einer gemeinsamen Fraktion.
Die Ungleichheit der Wahl, ein maximales Missverhältnis von 2,3 bei der Zahl der Wahlberechtigten in den Shūgiin-Wahlkreisen, wurde vom Obersten Gerichtshof im März 2011 für verfassungswidrig erklärt. 2009 war damit die erste Wahl mit verfassungswidriger Wahlkreiseinteilung seit der Einführung des Grabenwahlsystems und der Einmandatswahlkreise 1994.